# Juraj Valčuha
Juraj Valčuha (né en 1976 à Bratislava en Slovaquie) est un musicien et chef d'orchestre slovaque. C'est le directeur principal de l'Orchestre symphonique national de la RAI depuis novembre 2009.

## Biographie
Juraj Valčuha étudie au Conservatoire de Bratislava la composition, la direction d'orchestre et le cymbalum puis la direction d'orchestre et la composition au Conservatoire de Saint-Pétersbourg avec Ilya Moussine et avec Janos Fürst au Conservatoire national supérieur de musique et de danse de Paris (1998). Entre 2003 et 2005, il est directeur assistant auprès de l'Orchestre et l'Opéra national de Montpellier, en débutant au même moment avec l'Orchestre national de France, avec lequel il enregistre l'opéra Mirra de Domenico Alaleona et avec l'Orchestre philharmonique de Radio-France. En 2006-2007, il dirige La Bohème à Paris et au Théâtre communal de Bologne, Le Château de Barbe-Bleue de Bartók et La Voix humaine de Poulenc à l'Opéra de Lyon ainsi qu'un double spectacle composé par La Chute de la maison Usher de Debussy et du Jardin empoisonné d'Adrian Chapochnikov à Paris avec l'Orchestre national de France ainsi que l'Orchestre philharmonique de Monte-Carlo pour le Festival du printemps des arts. Il débute en 2007-2008 avec l'Orchestre symphonique national de la RAI, à Turin, avec le Philharmonique de Rotterdam. Il dirige aussi l'orchestre du Teatro San Carlo.
Dès lors, il va diriger différents orchestres en Europe et même aux États-Unis : Orchestre national d'Île-de-France, Orchestre national de France, Orchestre philharmonique de Monte-Carlo, l'Orchestre philharmonique de Rotterdam, l'Orchestre de la RAI de Turin, l'Orchestre symphonique de Lahti, l'Orchestre philharmonique d'Oslo, l'Orchestre philharmonique de Munich et de Berlin, l'Orchestre de chambre de Genève. Il a dirigé de nombreuses œuvres comme La Bohème, Le Jardin empoisonné d'Adrian Chapochnikov, les Noces de Figaro, Le Château de Barbe-Bleue, la Voix humaine, Madame Butterfly.